# 鈴木憲藏
鈴木憲藏（日语：／ Suzuki Kenzō，1950年—）是一位日本天文學家。

## 科學生涯
1984年至1992年間，他發現了42顆小行星，主要是與天文學家浦田武和古田俊正合作。
他是主帶小行星3533豐田的發現者，該小行星以他的家鄉命名。小行星5526以他的名字命名。
鈴木是愛知縣豐田市天文學講師，並參加日本愛知縣名古屋市科學館的世界最大天象儀計畫。他讓小學生及成年人的參觀者透過望遠鏡觀察行星，並分享他作為資深天文學家的經驗和見解。

## 外部連結
- Nagoya City Science Museum （页面存档备份，存于）